# Jill Eikenberry
Jill Susan Eikenberry (ur. 21 stycznia 1947 w New Haven) – amerykańska aktorka. Odtwórczyni roli prawniczki Ann Kelsey w serialu NBC Prawnicy z Miasta Aniołów (1986–94), za którą w 1989 została uhonorowana Złotym Globem dla najlepszej aktorki w serialu dramatycznym.

## Życiorys
Urodziła się w New Haven w Connecticut jako córka Lory i Wilbura Eikenberry. Wychowywała się w Madison (Wisconsin), St. Joseph (Missouri) i Kansas City (Missouri) ze starszym bratem Kennethem „Kenem” Otto (ur. 29 czerwca 1932). Rozpoczęła studia z antropologii w Barnard College na Uniwersytecie Columbia, ale na drugim roku wzięła udział w przesłuchaniach i została przyjęta do szkoły teatralnej na Uniwersytecie Yale.
W 1970 w Yale Cabaret zagrała u boku Henry’ego Winklera w produkcji Kokalon Tennessee Williamsa. Wkrótce poznała swojego przyszłego męża Michaela Tuckera na Arena Stage w Waszyngtonie, gdzie wystąpili razem w dwuaktówce Noc, którą Thoreau spędził w więzieniu (1970), a następnie na Broadwayu w komedii Księżycowe dzieci (1971). W 1974 powróciła na Broadway w spektaklu All Over Town w reżyserii Dustina Hoffmana. W 1986 za występ na off-Broadwayu w przedstawieniu Lanforda Wilsona Lemon Sky zdobyła nagrodę Obie.
Po raz pierwszy trafiła na mały ekran jako Anne Surratt w dramacie historycznym NBC Zabili prezydenta Lincolna! (They’ve Killed President Lincoln!, 1971) z udziałem Richarda Baseharta. Na kinowym ekranie debiutowała w roli Lynn, sekretarki, dziewczyny Ahmeda (Joe Morton) w komedii romantycznej Między wersami (Between the Lines, 1977).

## Życie prywatne
18 czerwca 1973 zawarła związek małżeński z aktorem Michaelem Tuckerem, z którym ma syna Maxa (ur. 1982). W połowie lat 80. z sukcesem walczyła z rakiem piersi.

## Wybrana filmografia

### Filmy
- 1978: Niezamężna kobieta jako Claire
- 1979: Butch i Sundance – Lata młodości jako Mary Parker
- 1981: Artur jako Susan Johnson
- 2011: Pożyczony narzeczony jako Bridget Thaler
- 2011: Kobieta na skraju dojrzałości jako Hedda Gary

### Seriale
- 1984: Posterunek przy Hill Street jako Sarah Fimpel
- 1986–1994: Prawnicy z Miasta Aniołów jako Ann Kelsey
- 1994: Prawdziwe potwory jako Merf / Michelle (głos)
- 1999: Batman przyszłości jako Pani Wilson (głos)
- 2000: Potyczki Amy jako Sheila Townsend
- 2008: Wzór jako Susan Doran
- 2009: Prawo i porządek jako Irene Matson
- 2011: Anatomia prawdy jako Lillian Parkson
- 2021: Sprawa idealna jako Sharon Booth